# Miglio d'oro

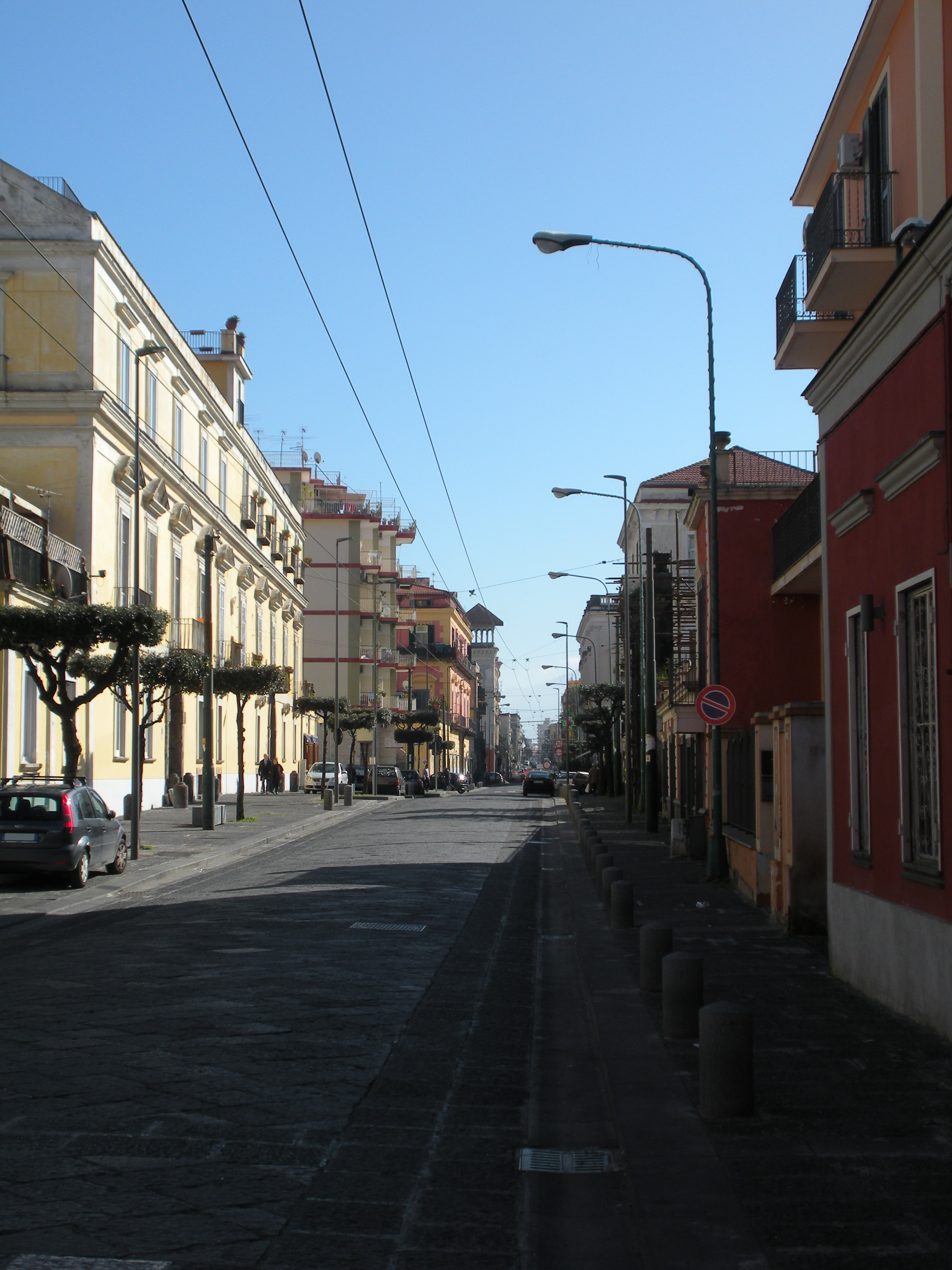
Un tramo del miglio d'oro.

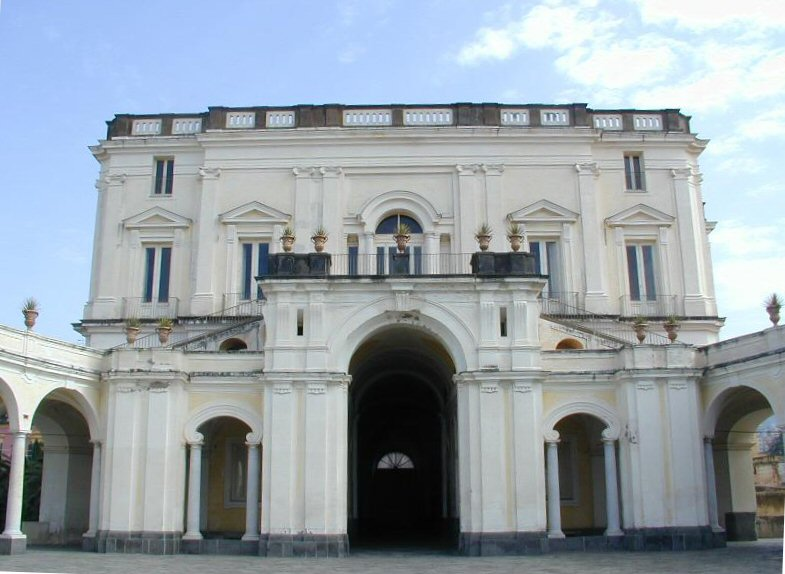
Fachada de la Villa Campolieto de Ercolano.

El miglio d'oro (en italiano, "milla de oro") es un tramo de la SS18 Tirrena inferiore (antiguamente strada regia delle Calabrie) que va del cuarto miliario colocado a los pies de la Villa De Bisogno di Casaluce, situada en el Corso Resina 189 (cerca de las excavaciones arqueológicas de Herculano), al Palazzo Vallelonga, situado en Torre del Greco. Actualmente, erróneamente, designa también el tramo de la misma calle que atraviesa los barrios de San Giovanni a Teduccio y Barra de Nápoles y continúa por los municipios de San Giorgio a Cremano, Portici y Ercolano. Originalmente, se le calificó d'oro por los jardines ricos de frutales (naranjas, limones y mandarinas). Posteriormente, adquirió un segundo sentido: la riqueza histórica y paisajística y la presencia de espléndidas villas vesubianas del siglo XVIII.

## Orígenes

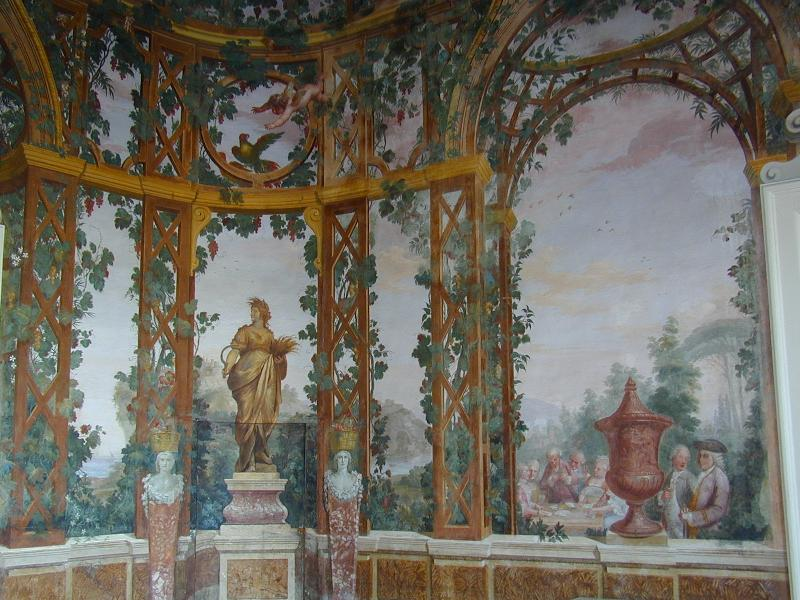
Frescos decorativos en la Villa Campolieto de Ercolano.

Carlos III de Borbón, que llegó al trono del Reino de Nápoles en 1735, visitó en los primeros años de su reinado la villa que se había construido el duque de Elboeuf en la riviera vesubiana, y se quedó tan encantado de la belleza del paisaje y de la suavidad del clima que decidió trasladarse allí con su consorte María Amalia de Sajonia, y en 1738 encargó a Antonio Canevari la construcción del Palacio Real de Portici.

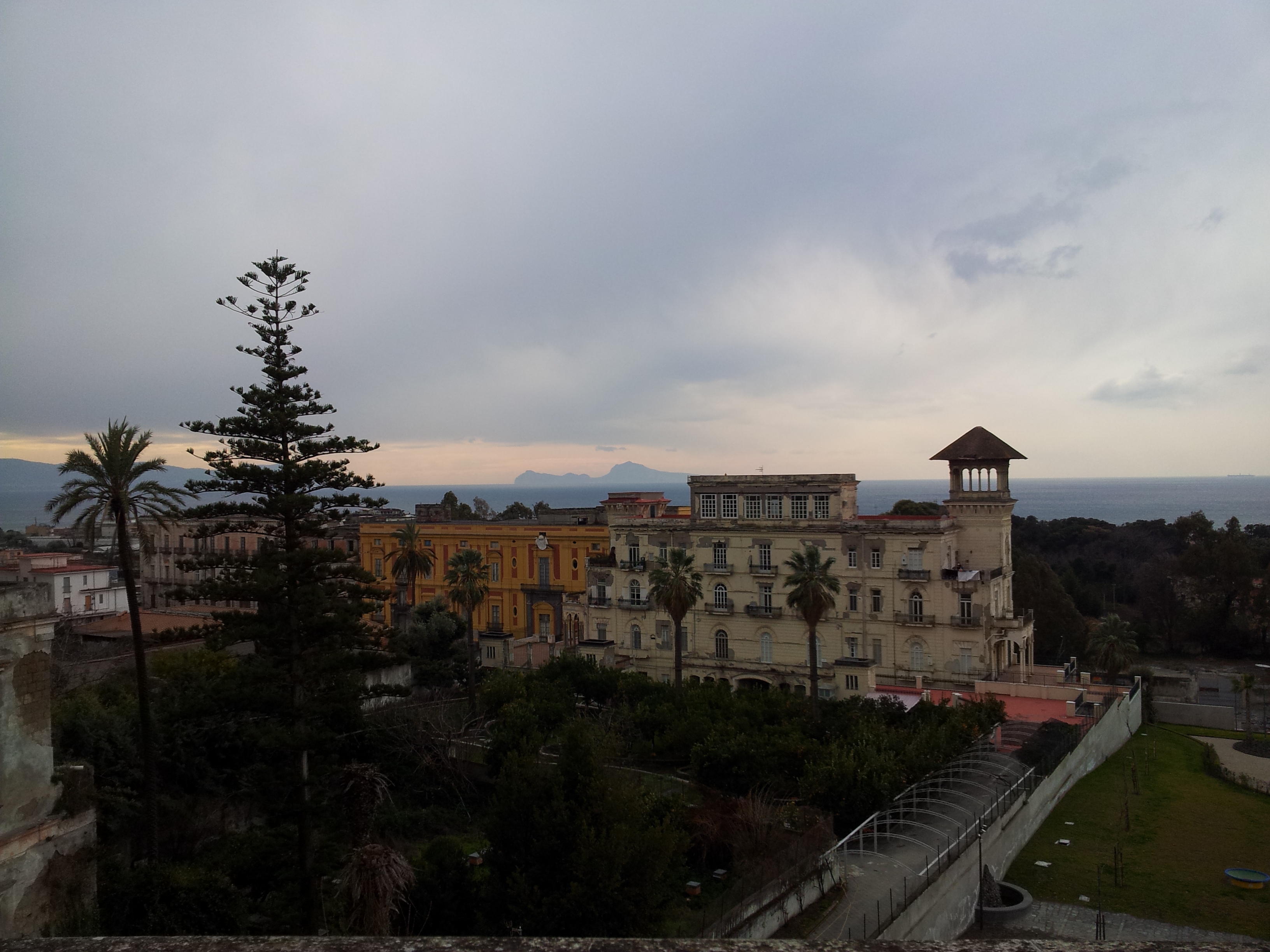
Vista parcial del miglio d'oro desde la Villa Ruggiero: en primer plano la Villa Battista y, detrás, la Villa Favorita con su parque. Al fondo, la isla de Capri.

En ese mismo año el rey Carlos patrocinó la primera campaña de excavaciones para sacar a la luz los restos de la antigua ciudad de Herculano.
La exuberante selva que da hacia el mar, el panorama que se extendía por todo el Golfo de Nápoles, las vistas de las islas de Capri, Ischia y Procida, el prestigio de la presencia de la residencia real y la fascinación de los restos de la antigüedad, hicieron que toda la corte napolitana y muchos otros nobles decidieran trasladarse al miglio d'oro, haciéndose construir allí villas y jardines rococós y neoclásicos diseñados por arquitectos del calibre de Luigi Vanvitelli, Ferdinando Fuga, Ferdinando Sanfelice, Domenico Antonio Vaccaro o Mario Gioffredo.

## El territorio
El miglio d'oro propiamente dicho es un tramo rectilíneo entre Ercolano y Torre del Greco cuya longitud era exactamente una milla según el sistema de pesos y medidas en uso en Nápoles en la primera mitad del siglo XVIII (1845,69 m). En dos tercios de su recorrido está en el territorio de Ercolano y en el tercio que queda en el de Torre del Greco. Tenía dos límites precisos: empezaba poco antes del portal de entrada de la Villa De Bisogno en el Corso Resina de Ercolano (miliario IV ), tras la entrada de las excavaciones arqueológicas, y terminaba el número 87 del Corso Vittorio Emanuele (miliario V), en Torre del Greco, antes de llegar al cruce con la Via Cesare Battisti. Entre estos límites estaban, entre otros, la Villa Campolieto, Villa Favorita, Villa Aprile en Ercolano, el Palazzo Vallelonga y la Villa Mennella en Torre del Greco.
En el siglo siguiente esta definición tan precisa desapareció, debido a que por fines de promoción turística y desarrollo territorial, el concepto de miglio d'oro se extendió también a los municipios de Portici y San Giorgio a Cremano. Esto creó una paradoja ya que no se puede llamar "milla" de oro a una calle que tiene una longitud de más de cuatro millas. Toda la franja del miglio d'oro fue dotada, durante casi un siglo, de una infraestructura de transporte, el tranvía Napoli-Portici-Torre del Greco, que favoreció el desarrollo y la comunicación con la capital.
En realidad, en el territorio de los cuatro municipios llamados "del miglio d'oro", además de los barrios napolitanos de Barra y San Giovanni a Teduccio, están situadas las 121 villas vesubianas del siglo XVIII registradas por el Ente Ville Vesuviane, entre las que están el Palacio Real, el Palazzo d'Elbeuf y el Palazzo Ruffo di Bagnara en Portici, Villa Bisignano a Barra, Villa Bruno, Villa Vannucchi y Villa Pignatelli en San Giorgio a Cremano, Villa Prota y Villa delle Ginestre en Torre del Greco; estas son tan bonitas y grandiosas (aunque algunas están en condiciones ruinosas) como las coetáneas villas de Ercolano pero no representan un conjunto tan concentrado y casi íntegro como en el tramo del Corso Resina de Ercolano.

## Cuidado
Los propietarios de las villas del miglio d'oro, en su mayor parte herederos de los aristócratas borbónicos que las habían construido, no fueron capaces de garantizar su conservación, ya perjudicada por los saqueos y bombardeos de la Segunda Guerra Mundial y la posterior especulación inmobiliaria. El Parlamento Italiano, con la ley nº 578 del 29 de julio de 1971 instituyó el Ente per le Ville Vesuviane "con el objetivo de conservar, restaurar y poner en valor el patrimonio artístico que constituyen las villas vesubianas."
Son 122 las villas registradas y protegidas por este ente. A pesar de todo, el 17 de marzo de 2011 se derrumbó una villa en el municipio de Portici, el Palazzo Lauro Lancellotti, desde hace tiempo en estado de abandono.